# Oho!
Oho! — фінський щотижневий розважальний та жіночий журнал, що виходив у Гельсінкі, Фінляндія, з 2002 по 2009 рік.

## Історія
Oho! був заснований данською компанією Aller у 2002 році. Журнал також видавався цією ж компанією. Частково він був конкурентом схожого журналу 7 päivää, що видавався тим самим видавництвом.
Головною редакторкою журналу була Ева-Хелена Йокітайпале, яка також була головною редакторкою 7 päivää.
У березні 2009 року Oho! припинив свою діяльність.

## Зміст
Цільовою аудиторією Oho! були жінки віком від 18 до 30 років.